# Primulina lingchuanensis
Primulina lingchuanensis là một loài thực vật có hoa trong họ Tai voi. Loài này có ở Quảng Tây (Trung Quốc); được Yan Liu & Y.G.Wei mô tả khoa học đầu tiên năm 2006 dưới danh pháp Chiritopsis lingchuanensis. Năm 2011, Mich.Möller & A.Weber chuyển nó sang chi Primulina.